# Mycetophila icosi
Mycetophila icosi är en tvåvingeart som beskrevs av Lane 1958. Mycetophila icosi ingår i släktet Mycetophila och familjen svampmyggor. Inga underarter finns listade i Catalogue of Life.